# Богіча (комуна)
Богіча (рум. Boghicea) — комуна у повіті Нямц в Румунії. До складу комуни входять такі села (дані про населення за 2002 рік):
- Богіча (1269 осіб)
- Кеушень (209 осіб)
- Ністрія (312 осіб)
- Слобозія (768 осіб)

Комуна розташована на відстані 300 км на північ від Бухареста, 55 км на схід від П'ятра-Нямца, 40 км на захід від Ясс.

## Населення
У 2009 року у комуні проживали 2597 осіб.